# Neumonía lobar
En medicina, la neumonía lobar o segmentaria es un tipo de neumonía caracterizada por lesiones de todo un lóbulo o un gran segmento del pulmón y, por lo general, afecta o compromete a todas las estructuras pulmonares de la región afectada. Se nota una matidez a la percusión de la zona, así como un característico soplo tubárico a la auscultación que recuerda el sonido al soplar sobre el pico de una botella vacía. En la radiografía del tórax, se percibe consolidación segmentaria del lóbulo pulmonar. El microorganismo más frecuentemente asociado a una neumonía lobar es el neumococo, causando cerca de un 80% de los casos. En pacientes con neumonía adquirida en la comunidad, la causa más frecuente de neumonía lobar son bacterias Gram positivas, mientras que en pacientes hospitalizados con neumonía nosocomial, el organismo más frecuente es la Klebsiella pneumoniae y la Pseudomonas.
La neumonía lobar es una infección bacteriana aguda que afecta a una gran parte de un lóbulo y que ocurren en cualquier edad pero es relativamente rara en los lactantes y en las edades avanzadas. Este tipo de neumonía, en su forma clásica es actualmente mucho menos frecuente, debido a la eficacia de los antibióticos. Los cuales eliminan estas infecciones y previenen la consolidación lobar plena.

## Etiopatogenia
El 90-95% de las neumonías lobares son producidos por los neumococos (Streptococcus pneumoniae). Los tipos más frecuentes son el 1, 3, 7 y 2.El tipo 3 produce una forma particularmente virulenta de neumonía. Otros agentes que ocasionalmente son responsables de este patrón lobular son Klebsiella pneumoniae, estafilococos, estreptococos, Haemophilus influenzae y algunos microorganismos gram negativos, como las Pseudomonas y Proteus. (Debido en gran medida al desarrollo de resistencia antibiótica).
La vía de entrada más frecuente son las vías aéreas. La distribución lobar parece estar en relación simplemente con la virulencia del microorganismo y con la vulnerabilidad del huésped. Una fuerte contaminación por microorganismos muy virulentos puede producir el patrón en adultos sanos, en tanto que los microorganismos de baja virulencia hacen lo mismo en pacientes predispuestos. En la neumonía lobar la exudación es más extensa, lo que conduce a la diseminación por los poros de Kohn. Además la copiosa encapsulación mucoide del neumococo le protege de la fagocitosis y facilita la diseminación.

## Fisiopatología
La neumonía lobar consiste, en esencia, en una extensa consolidación exudativa de grandes áreas, incluso lóbulos enteros del pulmón. A lo largo de su evolución, la afectación neumónica sigue el patrón básico de todas las inflamaciones y comienza con exudación serosa e ingurgitación vascular, seguidas de exudación fibrino-celular, y culminando en la resolución de los exudados o, menos afortunado, en la organización de los mismos.
Clásicamente se han descrito cuatro estadios en la respuesta inflamatoria:
- Congestión.
- Hepatización roja.
- Hepatización gris.
- Resolución.

Sin embargo gracias a la eficacia de los antibióticos, ésta neumonía puede detenerse en cualquiera de sus fases o incluso antes de siguiera llegar a alguna.
Estadio de congestión: representa el desarrollo de la infección bacteriana y dura unas 24 horas. Este estadio se caracteriza por ingurgitación vascular presencia de líquido intraalveolar, con escasos neutrófilos y, a menudo, con abundantes bacterias. Microscópicamente el lóbulo afectado es denso, suculento, rojo y subcrepitante.
Estadio de Hepatización roja: se caracteriza por la presencia de abundantes neutrófilos y precipitación de fibrina, que llenan los espacios alveolares. La exudación masiva confluente oscurece la arquitectura pulmonar. La extravasación de hematíes da lugar al color que se ve macroscópicamente. Los leucocitos contienen bacterias englobadas. Casi invariablemente existe una neuritis fibrinosa o fibrinosupurada adyacente. En el examen macroscópico el lóbulo tiene una coloración roja, aspecto firme, sin aire y consistencia análoga a la del hígado.
Estadio de hepatización gris: la fibrina sigue acumulándose, y progresivamente se van desintegrando los leucocitos y hematíes. Este exudado se contrae algo, quedando una zona clara adyacente a las paredes alveolares. En los casos habituales los petos alveolares están conservados. La desintegración progresiva de los hematíes con persistencia del exudado fibrinosupurado da lugar al aspecto macroscópico gris parduzco y seco. Cuando la infección bacteriana se extiende a la cavidad pleural, la reacción fibrinosupurada intrapleural produce lo que se conoce como empiema pleural.
Estadio de resolución: es lo que ocurre en la mayoría de los casos con buena evolución. El exudado consolidado en los espacios alveolares sufre una progresiva digestión enzimática, quedando detritus granulares semilíquidos que son reabsorbidos, fagocitados por los macrófagos o expectorados. En estos casos favorables el parénquima pulmonar se recupera totalmente. La reacción pleural puede resolverse de la misma manera, pero es más frecuente que se organice, dando lugar a engrosamiento fibroso o adherencias permanente.
Complicaciones:
- Los neumococos tipo 3 y Klebsiella producen característicamente una abundante secreción mucinosa.
- Estos microorganismos y los estafilococos pueden  dar  lugar a la formación de abscesos y empiema.
- La organización de los exudados puede transformar el pulmón en un tejido sólido.
- La diseminación bacteriana al corazón, pericardio, cerebro, riñones, bazo y articulaciones puede dar lugar a abscesos metastásicos, endocarditis, meningitis o artritis supurada.

## Evolución
Clásicamente el inicio es brusco, con malestar general, temblor, escalofríos y fiebre. Hay tos con expectoración, primero de un esputo ligeramente turbio, acuoso correspondiente al estadio de congestión, seguido de esputo francamente purulento, hemorrágico, el denominado esputo "herrumbroso", característico de la hepatización roja.
Temperatura en 40-41 grados centígrados.
Disnea, ortopnea y cianosis, si se compromete la capacidad vital pulmonar.
La pleuritis fibrinosupurada se acompaña de dolor pleurítico y roce pleural.
Los hallazgos físicos varían según el estadio. En los primeros días, la limitación de los ruidos respiratorios y la presencia de estertores finos preludian el desarrollo del estadio de congestión. Dos o tres días después del comienzo aparece una matidez más acusada, aumento de las vibraciones y frémito vocal y el ruido bronquial refleja la solidificación del parénquima. A medida que se produce la resolución aparecen estertores húmedos, disminuye la matidez y remiten gradualmente el ruido bronquial y las vibraciones táctiles y el frémito vocal. El aspecto radiológico típico es la radiopacidad, generalmente bien circunscrita de un lóbulo.
Este complejo sintomático es totalmente modificado por el tratamiento antibiótico. La identificación del microorganismo y la determinación de la sensibilidad a los antibióticos son la clave del tratamiento correcto.

## Diagnóstico
El diagnóstico se realiza, fundamentalmente y dentro de un contexto clínico, por la radiografía de tórax.

Radiografía de tórax de una neumonía lobar afectando al lóbulo medio del pulmón derecho derecho.
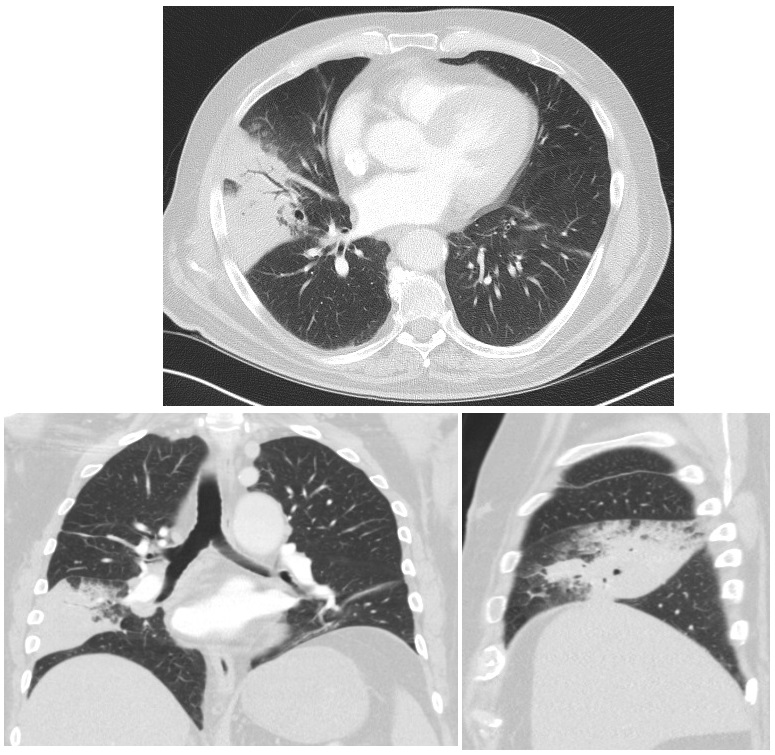
TAC del mismo caso.